# Frumentius Renner
Frumentius Renner OSB (* 2. Mai 1908 in Schnürpflingen als Franz Xaver Renner; † 18. Dezember 2000 in Buchloe) war ein deutscher römisch-katholischer Priester, Benediktiner und Autor.

## Leben
Franz Xaver Renner besuchte von 1915 bis 1920 die Volksschule in Schnürpflingen und von 1920 bis 1928 die Gymnasien in Sankt Ottilien und Dillingen an der Donau. In Sankt Ottilien studierte er Philosophie und Theologie. 1928 trat er in das Noviziat der Erzabtei Sankt Ottilien ein, wo er den Ordensnamen Frumentius erhielt und am 13. Mai 1929 die Profess ablegte. Am 17. März 1934 empfing er von Bischof Joachim Ammann die Priesterweihe.
Während des Zweiten Weltkriegs leistete er seinen Wehrdienst als Sanitäter im Lazarett des Benediktinerklosters. Nach Kriegsende war er an der Wiederherstellung des Geläutes beteiligt. Von 1935 bis 1947 war er Zelator, von 1958 bis 1984 Archivar und Chronist, von 1974 bis 1985 Redakteur des Missionszeitschrift der Erzabtei. 1998 verfasste er Biografien von Märtyrern des Benediktinerordens. Am Gymnasium in Sankt Ottilien unterrichtete er Latein, Klavier- und Orgelspiel; bis 1993 war er Organist der Erzabtei.
Inhaltlich beschäftigte sich Renner auch mit Naturheilkunde und pseudowissenschaftlichen sowie esoterischen Themen und war Verfasser diverser Bücher auf diesem Bereich. Zu seinen Interessengebieten gehörten Erdstrahlen, Wasseradern, Astrologie, Angelologie, Dämonologie und Exorzismus; er befasste sich auch mit dem Gebrauch von Pendeln und Wünschelruten. Renner verstarb am 18. Dezember 2000 in Buchloe.

## Nachleben
Um das Grab Renners hat sich ein Kult entwickelt. Anhänger des Paters behaupteten „außergewöhnliche Wahrnehmungen“ und schrieben ihm „Krankenheilungen“ zu; er werde „dereinst selig gesprochen“ werden. Das Kloster Sankt Ottilien, auf dessen Friedhof Renner bestattet ist, unterstützt den Kult nicht und schreibt Renner keine Wundertätigkeit zu.
Der Schriftsteller Fritz Fenzl fördert hingegen die posthume Verehrung Frumentius Renners und bezeichnet ihn als  „weisen Benediktiner und unangefochtenen Fachmann in paranormalen Fragen“; Renner seinerseits habe seine Begegnung mit Fenzl als „Fügung und Werk des Schutzengels“ bezeichnet.

## Werke (Auswahl)
Über seine Herausgebertätigkeit hinaus war Renner Verfasser und Gegenstand mehrerer Bücher:

### Von Frumentius Renner
- Neun Jahrzehnte im Rückspiegel. EOS Verlag 2001 (posthum erschienen). ISBN 978-3-8306-7065-0
- Christi gewaltige Macht in Wort, Weihe und Segen. Josef Kral Verlag, Abensberg 1997, ISBN 978-3-931491-00-0
- Alois Schmid – genannt der Schmid von Mindelheim. EOS Verlag, St. Ottilien 1995. ISBN 978-3-88096-569-0
- Verkannte Kostbarkeiten des Neuen Testaments. EOS Verlag 1992. ISBN 978-3-88096-648-2
- St. Ottilien, sein Werden und Wirken. EOS Verlag 1972. ISBN 978-3-920289-35-9

### Über Frumentius Renner
- Fritz Fenzl: Wahre Wunder: Aufzeichnungen aus dem geheimen Archiv des Pater Frumentius über das Wirken von Engeln und Dämonen. Nymphenburger Verlag, München 2000, ISBN 978-3485008532
- Fritz Fenzl: Schutzengel-Wunder: Aufzeichnungen aus den geheimen Archiven der Kirche. Nymphenburger Verlag, München 2001, ISBN 978-3485008884

## Weblink
Literatur von und über Frumentius Renner im Katalog der Deutschen Nationalbibliothek
| Personendaten    | Personendaten                                                   |
| ---------------- | --------------------------------------------------------------- |
| NAME             | Renner, Frumentius                                              |
| ALTERNATIVNAMEN  | Renner, Franz Xaver (wirklicher Name)                           |
| KURZBESCHREIBUNG | deutscher römisch-katholischer Priester, Benediktiner und Autor |
| GEBURTSDATUM     | 2. Mai 1908                                                     |
| GEBURTSORT       | Schnürpflingen                                                  |
| STERBEDATUM      | 18. Dezember 2000                                               |
| STERBEORT        | Buchloe                                                         |